# Afrikaruderente
Die Afrikaruderente (Oxyura maccoa), auch Afrikanische Ruderente oder Maccoa-Ruderente genannt, ist eine Art aus der Unterfamilie der Ruderenten. Sie weist drei disjunkte Verbreitungsgebiete in Afrika auf: die Südspitze des Afrikanischen Kontinents, der Norden Kenias und Ugandas und entlang des Flusslaufs des Blauen Nils. Der Verbreitungsschwerpunkt liegt in Südafrika mit etwa 5.000 Individuen.

## Beschreibung
Die Afrikaruderente ist, verglichen mit den anderen Arten der Ruderenten, relativ groß. Ihre Flügellänge beträgt bei Männchen im Schnitt 17,0, bei Weibchen 16,1 Zentimeter. Männchen haben im Schnitt ein Gewicht von 820 Gramm; Weibchen sind mit durchschnittlich 554 Gramm deutlich leichter.
Auffällig an der Afrikaruderente ist der kräftige, fast klobig wirkende Schnabel. Wegen des kräftigen hellen Nagels lässt diese Art sich gut von anderen schwarzköpfigen Ruderenten unterschieden. Im Prachtkleid weist der Erpel hellblaue Augenringe auf. Der gesamte Kopf ist schwarz. Im Ruhekleid gleichen sich die beiden Geschlechter. Das untere Kopfdrittel ist mit Kinn und Kehle fast weiß. Die Kopfplatte ist dunkel, der Schnabel ist dunkelgrau. Der Wechsel in das jeweilige andere Kleid verläuft bei den afrikanischen Wildpopulationen zu regional unterschiedlichen Zeiten.

## Lebensraum und Lebensweise
Afrikaruderenten zählen zur Savannenfauna und sind auch in Agrarzonen zu finden. Sie benötigen schilfumstandene Süßwasserseen und profitieren von den angelegten Staugewässern. Bei Gefahr fliegen Afrikaruderenten nicht auf, sondern tauchen ins Wasser ein. Die Nahrung besteht aus feinen Samen und Grünteilen. Kleinlebewesen spielen in der Ernährung nur eine nachgeordnete Rolle.
Die Brutzeit wird durch die einsetzende Regenperiode ausgelöst. Sie verläuft deswegen regional zu unterschiedlichen Zeiten. Das Weibchen sucht den Nistplatz aus und ist alleine am Nestbau beteiligt. Es errichtet die Nester im Röhricht in der Flachwasserzone. Die Brutdauer beträgt zwischen 25 und 27 Tage. In Gefangenschaft gehaltene Afrikaruderenten haben im Schnitt ein fünf Eier umfassendes Gelege. Die Eier sind von blass grünlicher Farbe. Nur das Weibchen führt die Küken. Jungvögel sind ab der 8. Woche flugfähig. Ihre Geschlechtsreife erreichen sie mit etwa einem Jahr.

## Bestand
Hartmut Kolbe gab 1999 für diese Art noch an, dass sie nicht gefährdet sei, da sie von den zunehmenden Staugewässern profitiere. Birdlife International hat diese Einschätzung revidiert. Die Population wird auf einen Bestand von 9.000 bis 11.700 Tiere geschätzt und gilt jetzt als „potenziell gefährdet“ (near threatened,) d. h. der aktuelle Bestandsrückgang lässt vermuten, dass diese Entenart bald als bedroht einzuordnen ist.
Die Ursachen des Bestandsrückgangs gelten als noch nicht hinreichend untersucht. Vermutet wird Gewässerverschmutzung, Veränderung des Lebensraumes und eine Beeinträchtigung durch die Fischerei. Die Bejagung sowie eine Beeinträchtigung durch eingeführte Pflanzen oder Tiere gilt nicht als Ursache des Bestandsrückgangs.

## Haltung in Europa
Afrikaruderenten werden nur sehr selten in europäischen Zoos gehalten oder von Privatleuten gezüchtet. Die europäische Erstzucht gelang 1974 dem englischen Wildfowl Trust. Der Tierpark Berlin züchtete 1979 erstmals mit diesen Enten, die er aus den Nachzuchten des Wildfowl Trusts erhielt.